# Serguéi Lavrov
Serguéi Víktorovich Lavrov (en ruso, Сергей Викторович Лавров; Moscú, URSS, 21 de marzo de 1950) es un político y diplomático ruso de carrera. Desde 2004 es ministro de Asuntos Exteriores de Rusia.
Graduado en el Instituto Estatal de Relaciones Internacionales de Moscú en 1972 sirvió como diplomático para la Unión Soviética en Sri Lanka hasta 1976. En 1981 formó parte de la Delegación Diplomática Soviética en las Naciones Unidas hasta 1988. El 24 de febrero de 2004 fue designado por el presidente de Rusia, Vladímir Putin como Ministro de Asuntos Exteriores, sucediendo a Ígor Ivanov. Se mantuvo en el cargo a lo largo de los dos primeros mandatos presidenciales de Putin, en 2008 fue ratificado en el cargo por Dmitri Medvédev, a quien acompañó durante su período presidencial, y volvió a ser ratificado en el cargo por Vladímir Putin a su regreso al Kremlin. Lleva casi dos décadas continuas al frente de la cartera diplomática rusa.

## Biografía
Lavrov nació el 21 de marzo de 1950  en Moscú, de padre armenio de Tiflis, República Socialista Soviética de Georgia, y madre rusa de Noginsk, República Socialista Soviética de Rusia . El apellido original de su padre era Kalantaryan.  Su madre trabajaba en el Ministerio de Comercio Exterior de la Unión Soviética. Lavrov se graduó de la escuela secundaria con una medalla de plata. Dado que su asignatura favorita era física, planeaba ingresar en la Universidad Nacional de Investigación Nuclear o en el Instituto de Física y Tecnología de Moscú, pero ingresó en el Instituto Estatal de Relaciones Internacionales de Moscú (MGIMO) y se graduó en 1972.
Durante sus estudios en el MGIMO, Lavrov estudió relaciones internacionales. Pronto aprendió cingalés, entonces el único idioma oficial de Sri Lanka, así como dhivehi, el idioma oficial de las Maldivas. También aprendió inglés y francés. Tras ser admitido en la universidad, Lavrov, junto con otros estudiantes, fue enviado durante un mes a una brigada estudiantil de construcción para la construcción de la Torre Ostankino.
Durante sus vacaciones de verano, Lavrov también trabajó en las brigadas estudiantiles de construcción de su universidad en Jakasia, Tuvá y el Lejano Oriente ruso. Cada semestre, Lavrov y sus compañeros dirigían representaciones teatrales, que posteriormente se presentaban en el escenario principal de la universidad. Durante su tercer año de estudios, Lavrov se casó.

## Trayectoria política

### Unión Soviética
Lavrov se graduó en 1972. Según las reglas de aquella época, un graduado del Instituto Estatal de Relaciones Internacionales de Moscú debía trabajar en el Ministerio de Asuntos Exteriores de la URSS durante cierto tiempo. Lavrov trabajó en la embajada soviética en Sri Lanka como asesor, considerado un especialista del país. En la época, ambos países tenían una estrecha cooperación económica, con acuerdos destacables como el de la producción de caucho natural en Sri Lanka. La embajada soviética en Sri Lanka también mantuvo relaciones con Maldivas. Lavrov recibió la tarea de analizar continuamente la situación en el país, pero también trabajó como traductor, secretario personal y ayudante de Ráfiq Nishónov, que más tarde sería el 12.º Primer Secretario del Partido Comunista en la RSS de Uzbekistán. Además, obtuvo el rango diplomático agregado.
En 1976, Lavrov volvió a Moscú. Trabajó como tercer y segundo secretario en la Sección de Relaciones Económicas Internacionales de la URSS. Allí, participó en analíticas y su despacho también trabajó con diversas organizaciones internacionales, incluidas las Naciones Unidas. En 1981 fue enviado como asesor sénior de la misión soviética a las Naciones Unidas en la ciudad de Nueva York. En 1988, Lavrov volvió a Moscú y fue nombrado subdirector de la Sección de Relaciones Económicas Internacionales de la URSS. Entre 1990 y 1992 trabajó como director de la Organización Internacional del Ministerio de Asuntos Exteriores soviético.

### Federación Rusa
En octubre de 1991, Andrey Kozyrev, que entonces dirigía el control de las organizaciones internacionales, fue nombrado ministro de Asuntos Exteriores de la RSFS (República Socialista Federativa Soviética de Rusia). Ese año se distribuyeron los poderes del Ministerio de Asuntos Exteriores soviético y del Ministerio de Asuntos Exteriores de la RSFS. Hasta entonces, la RSFS sólo tenía un papel puramente ceremonial. En noviembre de 1990, el Consejo de Estado decidió cambiar su nombre de la Unión de Ministros de Asuntos Exteriores a Ministerio de Asuntos Exteriores de la Unión Soviética y en diciembre de ese mismo año, el Ministerio de Asuntos Exteriores de la RSFS rusa se convirtió en el Ministerio de Asuntos Exteriores de la Federación Rusa. En abril de 1991 fue nombrado subministro de Asuntos Exteriores. En 1992, Lavrov fue nombrado director del Departamento de Organizaciones Internacionales y Problemas Globales del Ministerio de Asuntos Exteriores de la Federación Rusa. Se pidió a Lavrov que supervisase las actividades de los Derechos Humanos y la Cooperación Cultural Internacional y de los dos departamentos, para los países de la CEI, las organizaciones internacionales y la cooperación económica internacional.
Lavrov trabajó en el Ministerio de Asuntos Exteriores hasta 1994, cuando volvió a trabajar en las Naciones Unidas, esta vez como Representante Permanente de Rusia. Mientras estaba en este cargo, fue presidente del Consejo de Seguridad de las Naciones Unidas en diciembre de 1995, junio de 1997, julio de 1998, octubre de 1999, diciembre de 2000, abril de 2002 y junio de 2003.

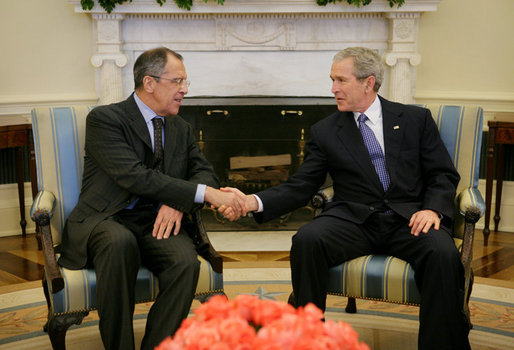
El Presidente de EE.UU., George W. Bush, da la bienvenida al Ministro de Asuntos Exteriores de Rusia, Sergéi Lavrov en una reunión en en la oficina anexa al Despacho Oval el 7 de marzo de 2006, en la Casa Blanca. Fotografía de Paul Morse.

El 9 de marzo de 2004, el presidente Vladímir Putin nombró a Sergei Lavrov en el cargo de Ministro de Asuntos Exteriores, sucediendo a Ígor Ivanov en el cargo. El 21 de mayo de 2012, Lavrov fue nombrado nuevo ministro de Asuntos Exteriores en el gabinete dirigido por el primer ministro Dimitri Medvedev.
Se considera que Lavrov continúa el estilo de su predecesor: un brillante diplomático, pero un funcionario en lugar de político. Un experto de política exterior de Rusia de la Chatham House de Londres lo ha descrito como «un negociador duro, fiable y extremadamente sofisticado», pero añade que «no forma parte del círculo íntimo de Putin» y que el endurecimiento de la política exterior rusa tiene muy poco que ver con él. Otros diplomáticos han sido mucho más críticos en su valoración de Lavrov, considerándolo cómplice de política exterior violenta del presidente Putin. El 15 de enero de 2020, dimitió como miembro del gabinete, después de que el presidente Vladímir Putin pronunciase el discurso presidencial en la Asamblea Federal, en el que proponía varias enmiendas a la constitución. El 21 de enero de 2020, mantuvo su posición en el gabinete de Mijaíl Mishustin.

#### Guerra civil en Siria

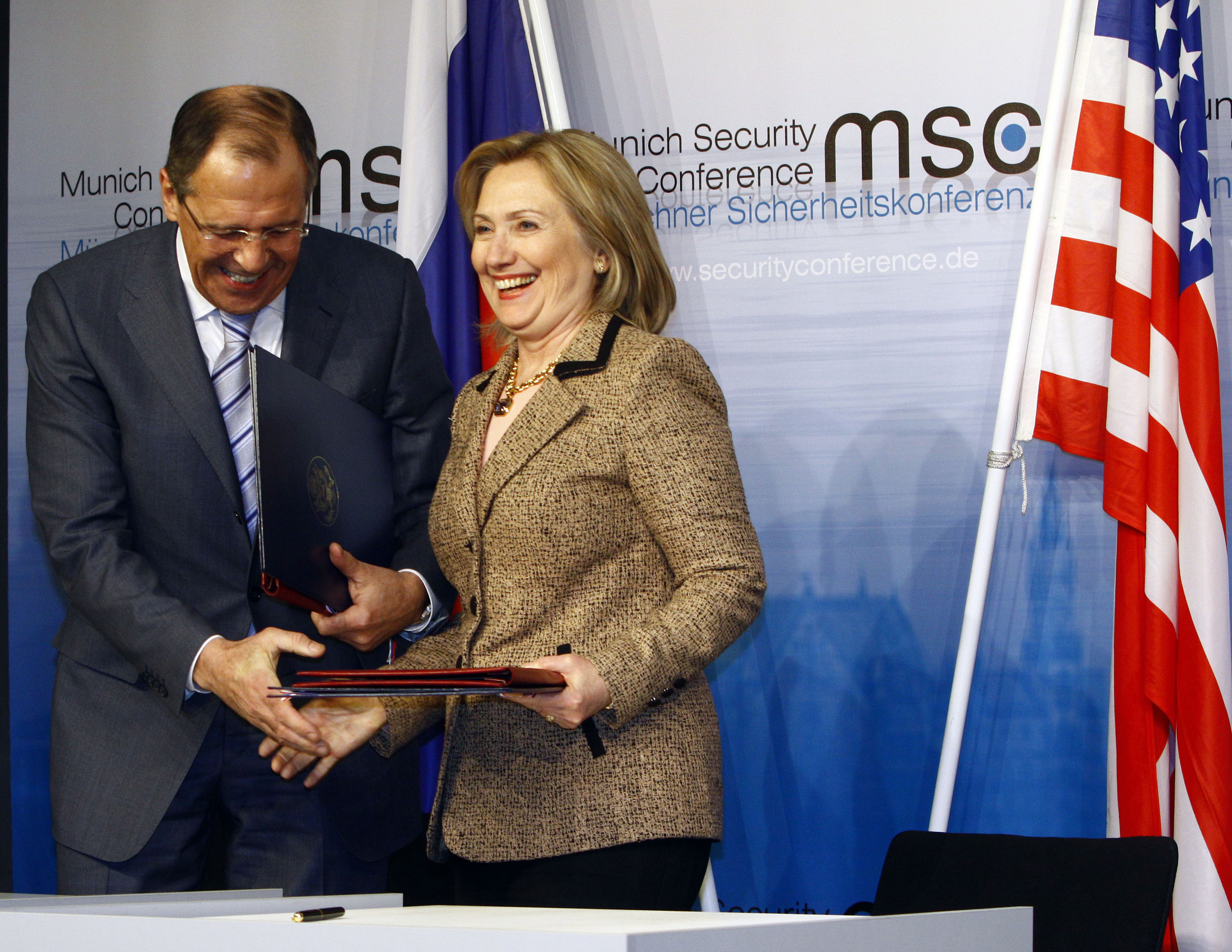
Lavrov con la secretaria de estado de Estados Unidos, Hillary Clinton, en Múnich (Alemania), el 5 de febrero de 2011.

En 2012, en las primeras etapas de la guerra civil siria, una delegación rusa viajó a Siria para afirmar el apoyo de Rusia al gobierno sirio del presidente Bashar al-Assad. Lavrov y Mijaíl Fradkov, que formaban parte de la delegación, recibieron una bienvenida real por miles de partidarios pro-Assad. Los partidarios agitaron banderas rusas gracias al veto de Rusia a una resolución de la ONU que pedía sanciones duras al gobierno sirio.
En octubre de 2019, Lavrov condenó la decisión de Donald Trump de enviar tropas norteamericanas a custodiar los campos petrolíferos de Siria y posiblemente explotarlos, diciendo que cualquier «explotación de los recursos naturales de un estado soberano sin su consentimiento es ilegal».

#### Conflicto ruso-ucraniano de 2014
Tras el referéndum sobre el estatus de Crimea de marzo de 2014, Lavrov propuso que Ucrania fuera independiente de cualquiera de las dos opciones, que la lengua rusa fuera reconocida oficialmente y que la constitución se organizara de acuerdo con las líneas federales.
Cuando los líderes del G8 votaron por suspender oficialmente la pertenencia a Rusia el 24 de marzo, Lavrov declaró que el G8 era una organización informal y que la pertenencia era opcional para Rusia.
En una entrevista del 30 de marzo, habló del acuerdo del 21 de febrero firmado por Víktor Yanukóvich, Vitali Klichkó, Arseni Yatseniuk y Oleh Tiahnibok, así como los ministros de Asuntos Exteriores de Polonia, Francia y Alemania para promover cambios pacíficos en Ucrania. Lavrov subrayó el federalismo como solución en Ucrania y lamentó la desoficialización de la lengua rusa. Lamentó el uso indebido del Acuerdo de Schengen para obligar a los ciudadanos de Crimea a visitar Kíev para obtener un visado de Schengen. Lavrov afirmó que la revolución de Maidan en Kíev y los resultados del referéndum de Crimea deberían ser aceptados por igual por Occidente. Reiteró la propuesta rusa de tres partes para el progreso de Ucrania:
- Federalismo constitucional
- Reconocimiento de las minorías lingüísticas
- Que Ucrania sea un estado no alineado

El gobierno de Kiev denunció el 30 de marzo las propuestas de Lavrov, calificándolas de «la capitulación total de Ucrania, su desmembramiento y la destrucción del Estado ucraniano».
Aunque Lavrov reconoció que Rusia está en contacto con los rebeldes separatistas ucranianos, negó las acusaciones norteamericanas y de la Unión Europea de que Moscú terminara la rebelión y acusó a Estados Unidos de agravar el conflicto. Añadió que las posibilidades de resolver la crisis ucraniana habrían sido más elevadas si sólo dependiera de Rusia y Europa. Lavrov dijo que los separatistas quieren «defender su cultura, sus tradiciones, celebrar sus vacaciones más que los cumpleaños de Román Shujévych o Stepán Bandera».
En junio de 2016, Lavrov declaró que Rusia nunca atacará ningún país de la OTAN y dijo: «Estoy convencido de que todos los políticos serios y honestos saben perfectamente que Rusia nunca atacará un estado miembro de la OTAN. No tenemos estos planes». También dijo: «En nuestra doctrina de seguridad, se indica claramente que una de las principales amenazas a nuestra seguridad es la expansión de la OTAN hacia el este».

#### Crisis de Corea del Norte de 2017
Lavrov comparó la guerra de palabras entre el presidente estadounidense Donald Trump y el líder norcoreano Kim Jong-un con una pelea de jardín de infantes entre dos niños, diciendo: "Junto con China seguiremos esforzándonos por lograr un enfoque razonable y no emocional como cuando los niños en un jardín de infantes comienzan a pelear y nadie puede detenerlos".
Lavrov también afirmó que Estados Unidos no atacaría a Corea del Norte porque «saben con certeza, en lugar de sospechar, que posee bombas atómicas». Añadió que Estados Unidos invadió Irak «únicamente porque tenían información absoluta de que no quedaban armas de destrucción masiva allí».

#### Sanciones de EE.UU.
Lavrov criticó las sanciones estadounidenses contra países como Irán , Turquía y Rusia. En agosto de 2018, Lavrov declaró: «Las medidas de ejecución unilaterales son ilegítimas en los asuntos internacionales» [...]. «Una forma de contrarrestar estas barreras y restricciones ilegítimas es utilizar las monedas nacionales en nuestro comercio bilateral». «Creo firmemente que el abuso del papel del dólar estadounidense como moneda internacional acabará socavando su papel».
Las empresas involucradas en el gasoducto Nord Stream 2 de Rusia a Alemania han sido sancionadas por Estados Unidos con la aprobación de la Ley de Autorización de Defensa Nacional para el Año Fiscal 2020 el 20 de diciembre de 2019.  Lavrov dijo que el Congreso de Estados Unidos "está literalmente abrumado por el deseo de hacer todo lo posible para destruir" las relaciones entre Rusia y Estados Unidos.

#### Ley de educación de Ucrania
Lavrov condenó la ley de educación ucraniana de 2017, que establece el ucraniano como único idioma de enseñanza en las escuelas públicas. Según Lavrov, la reacción de Bruselas a la Ley de Educación ucraniana es totalmente vaga, aunque viola flagrantemente los compromisos de Kiev en materia de derechos lingüísticos y educativos.  El Ministerio de Asuntos Exteriores ruso declaró que la ley está diseñada para "establecer por la fuerza un régimen lingüístico monoétnico en un estado multinacional".

#### No ciudadanos en Letonia y Estonia
Ya en 2011, Lavrov criticó la situación de los "no ciudadanos" en Letonia y Estonia, calificando el problema de los apátridas de habla rusa de "vergonzoso para la UE".

#### Defender-Europe 2021 de la OTAN
En 2021, Lavrov criticó el masivo ejercicio militar liderado por la OTAN, Defender-Europe 21  uno de los mayores ejercicios militares liderados por la OTAN en Europa en décadas, que comenzó en marzo de 2021. Incluyó "operaciones casi simultáneas en más de 30 áreas de entrenamiento" en Estonia, Bulgaria, Rumania y otros países. Afirmó que la respuesta de Rusia era inevitable.
Invasión rusa de Ucrania
En enero de 2022, Estados Unidos acusó a Rusia de enviar saboteadores a Ucrania para organizar una operación de falsa bandera que crearía un pretexto para que Rusia invadiera Ucrania. Lavrov desestimó la afirmación estadounidense como "desinformación total". El 10 de febrero de 2022, Lavrov se reunió con la secretaria de Asuntos Exteriores británica, Liz Truss. En el contexto de las tensiones entre Rusia y Occidente por la concentración de tropas rusas cerca de la frontera entre Rusia y Ucrania , las conversaciones entre ambos ministros de Asuntos Exteriores se describieron como "difíciles". Lavrov negó que Rusia tuviera planes de invadir Ucrania.  Calificó de "lamentables" las "demandas occidentales de retirar las tropas rusas del territorio ruso".
Respecto a la invasión rusa de Ucrania, la experta en política exterior Angela Stent declaró: «Hasta donde sabemos, el propio Lavrov solo sabía que [la invasión] estaba ocurriendo en el momento».  Según fuentes cercanas al Kremlin, Lavrov fue informado del plan de Putin de atacar Ucrania con poca antelación a la invasión. El 25 de febrero de 2022, un día después de que Rusia iniciara la invasión de Ucrania, Lavrov afirmó que Putin ordenó la invasión para "liberar a los ucranianos de la opresión".  El 1 de marzo, la mayoría de los diplomáticos del Consejo de Derechos Humanos de las Naciones Unidas (CDHNU) en Ginebra realizaron una huelga en protesta por la invasión rusa de Ucrania mientras Lavrov comenzaba a hablar ante la asamblea por vídeo desde Moscú.
El 1 de mayo de 2022, en una entrevista con la cadena de televisión italiana Rete 4, Se le preguntó a Lavrov por qué Rusia afirmó que necesitaba "desnazificar" a Ucrania, considerando que el propio presidente ucraniano era judío. Lavrov respondió sugiriendo que Adolf Hitler, como Volodímir Zelenski, tenía herencia judía, diciendo:"en cuanto al argumento [de Zelenskyy] de qué tipo de nazificación podemos tener si soy judío, si no recuerdo mal, y puede que me equivoque, Hitler también tenía sangre judía". Lavrov elaboró "durante algún tiempo hemos escuchado del pueblo judío que los mayores antisemitas eran judíos". El primer ministro israelí Naftali Bennett condenó los comentarios de Lavrov y dijo que "el uso del Holocausto del pueblo judío como herramienta política debe cesar de inmediato". El 5 de mayo, la oficina de Bennett emitió un comunicado diciendo : "El Primer Ministro aceptó la disculpa del presidente Putin por los comentarios de Lavrov y le agradeció por aclarar su actitud hacia el pueblo judío y la memoria del Holocausto".
El 8 de julio de 2022, Lavrov abandonó la cumbre de ministros de Asuntos Exteriores del G20 en Bali (Indonesia), porque le disgustaron las preguntas sobre la invasión de Ucrania. Se marchó cuando la ministra alemana de Asuntos Exteriores, Annalena Baerbock, comenzó su discurso formal. Los simpatizantes ucranianos se negaron a unirse a una foto de grupo con Lavrov, quien pareció perplejo ante las críticas.
El 4 de marzo de 2023, la BBC informó que Lavrov fue ridiculizado por el público tras una conferencia de ministros de Asuntos Exteriores del G20 en Delhi, tras afirmar que la guerra en Ucrania fue "lanzada contra nosotros". Lavrov afirmó que Rusia intentaba detener la guerra en Ucrania, que comenzó tras su propia invasión a gran escala en febrero de 2022. También se publicó un video del incidente, en el que se podían escuchar risas.  Sin embargo, recibió aplausos de un sector del público cuando criticó la invasión de Irak liderada por Estados Unidos.
El 7 de abril de 2023, Lavrov dijo que Rusia rechaza el "orden mundial unipolar" liderado por Estados Unidos y quiere que cualquier conversación de paz con Ucrania se centre en la creación de un "nuevo orden mundial". En mayo de 2023, Lavrov declaró que Alemania apoyaba a Ucrania porque los líderes alemanes actuales heredaron «genes nazis».
El 15 de febrero de 2024, mantuvo una conversación telefónica con el secretario de Estado estadounidense, Marco Rubio, el primer contacto entre Rusia y Estados Unidos a ese nivel en casi dos años. Abordaron la organización de las primeras conversaciones de paz sobre Ucrania en Riad, Arabia Saudita, el fin de las restricciones económicas y diplomáticas impuestas a Rusia durante los años anteriores y otros temas, como la guerra de Gaza y la situación en Oriente Medio.
Lavrov y el asesor presidencial de política exterior, Yuri Ushakov, participaron en conversaciones con la delegación estadounidense encabezada por Rubio en Arabia Saudita el 18 de febrero de 2025. El ministro de Asuntos Exteriores y el asesor de seguridad nacional saudíes también participaron. El resultado de sus conversaciones fue un acuerdo para iniciar negociaciones para poner fin a la guerra ruso-ucraniana y trabajar hacia la normalización de las relaciones entre Estados Unidos y Rusia.

## Vida personal
Lavrov habla ruso, inglés, francés, dhivehi y cingalés. Es además un fanático de los deportes, principalmente del fútbol y del equipo ruso Spartak de Moscú. Tiene una hija, Ekaterina, graduada de la Universidad de Columbia, que vivió en la ciudad de Nueva York hasta 2014. Actualmente se encuentra casada con el empresario ruso Alexander Vinokurov.

## Reconocimientos
- Miembro Honorario de la Sociedad Imperial Ortodoxa Palestina (IOPS en sus siglas en inglés).[67]
- Orden El Sol del Perú, Gran Cruz (2007)[68]
- Orden de la República Srpska, República Srpska. (2018)[69]
- Héroe del Trabajo de la Federación de Rusia (17 de marzo de 2020).[70]
- Orden del Santo Apóstol Andrés el Primero Llamado (2025).[71]